# Vargahān
Vargahān (persiska: ورگهان) är en ort i Iran.   Den ligger i provinsen Östazarbaijan, i den nordvästra delen av landet, 500 km nordväst om huvudstaden Teheran. Vargahān ligger 768 meter över havet och antalet invånare är 960.
Terrängen runt Vargahān är huvudsakligen kuperad. Vargahān ligger nere i en dal. Runt Vargahān är det ganska glesbefolkat, med 27 invånare per kvadratkilometer. Vargahān är det största samhället i trakten. Trakten runt Vargahān består i huvudsak av gräsmarker.